# Зализничное (Болградский район)
Зализничное (укр. Залізничне) — село, относится к Болградскому району Одесской области Украины.
Население по переписи 2001 года составляло 3487 человек. Почтовый индекс — 68732. Телефонный код — 4846. Занимает площадь 3,03 км². Код КОАТУУ — 5121483801.

## История
В 1945 г. Указом ПВС УССР село Болгарийка переименовано в Зализничное.

## Население и национальный состав
По данным переписи населения Украины 2001 года распределение населения по родному языку было следующим (в % от общей численности населения):
По Зализничненскому сельскому совету: украинский — 3,47 %; русский — 12,07 %; белорусский — 0,14 %; болгарский — 76,46 %; гагаузский — 4,65 %; молдавский — 2,06 %; крымскотатарский — 0,03 %; немецкий — 0,03 %; цыганский — 0,66 %; румынский — 0,03 %.

## Местный совет
68731, Одесская обл., Болградский р-н, с. Зализничное, ул. Толбухина, 92